# Socialist Women's Union of Korea
Socialist Women's Union of Korea (Korean: 조선사회주의녀성동맹; tidigare Korean Democratic Women's Union, KDWU; 조선민주녀성동맹) är en statlig massorganisation för kvinnor i Nordkorea, grundad 1945. 
Organisationen är partiets äldsta fortfarande existerande, och en av de mest betydelsefulla, massorganisationerna i Nordkorea. Föreningen har lokala avdelningar på alla nivåer i samhället, från byar upp till provinser till den nationella rikstäckande organisationen. 
Alla kvinnor som inte är anslutna till någon annan av kommunistpartiets grupper, är automatiskt anslutna till kvinnoföreningen. Därför består deras medlemmar nästan helt av hemarbetande kvinnor. Formellt representerar föreningen sina medlemmar. Den används som regeringens organ för att utöva och genomföra sin policy inom kvinnors rättigheter. Kommunistpartiets officiella policy är jämställdhet mellan könen, och efter bildandet av Nordkorea spelade den en viktig roll för att förändra kvinnors ställning i Nordkorea och mobilisera och engagera dem partipolitiskt. Allteftersom fler kvinnor i Nordkorea har börjat arbeta utanför hemmet och alltså blivit medlemmar i andra partiföreningar, har kvinnoföreningens medlemsantal sjunkit från en miljon 1945 och omkring 200.000 i början av 2000-talet. 
Traditionellt har kvinnoföreningens ordförande ofta varit Nordkoreas mäktigaste kvinna: bland annat var Kim Sung-ae dess ordförande 1971-1976 och 1993-1998. 
Kvinnoföreningen utger sin egen tidskrift, Den Koreanska Kvinnan.